# Cieśnina Nikobarska
Cieśnina Nikobarska (ang. Great Channel lub Six Degree Channel) – cieśnina na Oceanie Indyjskim, oddzielająca wyspę Wielki Nikobar od Sumatry. Ma 166 km szerokości i ponad 2000 m głębokości. Cieśnina charakteryzuje się nierówną topografią dna morskiego. Akwen ma duże znaczenie gospodarcze. Chińska Republika Ludowa jest w 80 procentach zależna od cieśniny w zakresie importu ropy naftowej oraz w większości swojej międzynarodowej wymiany handlowej.